# Liste der Nummer-eins-Hits in Irland (1964)
Dies ist eine Liste der Nummer-eins-Hits in Irland im Jahr 1964. Sie basiert auf den offiziellen Singlecharts in Irland, die im Auftrag der Irish Recorded Music Association (IRMA) erstellt werden. Es gab in diesem Jahr 22 Nummer-eins-Singles.

## Singles
| ← 1963 ← | Liste der Nummer-eins-Hits in Irland | Liste der Nummer-eins-Hits in Irland | Liste der Nummer-eins-Hits in Irland                                                 | 1965 →                    |
| \| Zeitraum \| Wo. ges. \| Interpret \| Titel Autor(en) \| Zusätzliche Informationen \| \| (Zeitraum, Wochen auf Platz eins, Interpret, Titel, Autor[en], zusätzliche Informationen) \| \| \| \| \| \| ----------------------------------------------------------------------------------------- \| -------- \| ------------------- \| ------------------------------------------------------------------------------------ \| ------------------------- \| \| 27. Dezember 1963 – 2. Januar 1964 1 Woche \| 1 \| Brendan Bowyer \| No More Donald Robertson, Hal Blair \| – \| \| 3. Januar 1964 – 30. Januar 1964 4 Wochen \| 4 \| Dickie Rock \| There’s Always Me Donald Robertson \| – \| \| 31. Januar 1964 – 13. Februar 1964 2 Wochen \| 2 \| The Dave Clark Five \| Glad All Over Dave Clark, Mike G. Smith \| – \| \| 14. Februar 1964 – 12. März 1964 4 Wochen \| 4 \| The Searchers \| Needles and Pins Sonny Bono, Jack Nitzsche \| – \| \| 13. März 1964 – 19. März 1964 1 Woche \| 1 \| The Dave Clark Five \| Bits and Pieces David Clark, Michael George Smith \| – \| \| 20. März 1964 – 26. März 1964 1 Woche \| 1 \| Cilla Black \| Anyone Who Had a Heart Hal David, Burt F. Bacharach \| – \| \| 27. März 1964 – 16. April 1964 3 Wochen \| 3 \| Jim Reeves \| I Love You Because Jim Reeves \| – \| \| 17. April 1964 – 7. Mai 1964 3 Wochen \| 3 \| The Beatles \| Can’t Buy Me Love John Winston Lennon, Paul James McCartney \| – \| \| 8. Mai 1964 – 21. Mai 1964 2 Wochen \| 2 \| Peter & Gordon \| A World Without Love John Winston Lennon, Paul James McCartney \| – \| \| 22. Mai 1964 – 28. Mai 1964 1 Woche \| 1 \| The Searchers \| Don’t Throw Your Love Away William E. Jackson III, James J. Wisner \| – \| \| 29. Mai 1964 – 4. Juni 1964 1 Woche \| 1 \| Eileen Reid \| Fallen Star a James Joiner \| – \| \| 29. Mai 1964 – 4. Juni 1964 1 Woche \| 1 \| Dickie Rock \| I’m Yours a Donald Robertson, Hal Blair \| – \| \| 5. Juni 1964 – 11. Juni 1964 1 Woche (insgesamt 2) \| 2 \| Millie \| My Boy Lollipop Morris Levy, Johnnie B. Roberts, Robert Spencer \| – \| \| 12. Juni 1964 – 18. Juni 1964 1 Woche (insgesamt 3) \| 3 \| Roy Orbison \| It’s Over Roy Kelton Orbison, Bill Dees \| – \| \| 19. Juni 1964 – 25. Juni 1964 1 Woche (insgesamt 2) \| 2 \| Millie \| My Boy Lollipop Morris Levy, Johnnie B. Roberts, Robert Spencer \| – \| \| 26. Juni 1964 – 2. Juli 1964 1 Woche (insgesamt 3) \| 3 \| Roy Orbison \| It’s Over Roy Kelton Orbison, Bill Dees \| – \| \| 3. Juli 1964 – 16. Juli 1964 2 Wochen \| 2 \| Brendan Bowyer \| Bless You (For Being an Angel) Don Baker, Edward Lane \| – \| \| 17. Juli 1964 – 23. Juli 1964 1 Woche (insgesamt 3) \| 3 \| Roy Orbison \| It’s Over Roy Kelton Orbison, Bill Dees \| – \| \| 24. Juli 1964 – 6. August 1964 2 Wochen (insgesamt 8) \| 8 \| Jim Reeves \| I Won’t Forget You Harlan Howard \| – \| \| 7. August 1964 – 27. August 1964 3 Wochen \| 3 \| The Beatles \| A Hard Day’s Night John Winston Lennon, Paul James McCartney \| – \| \| 28. August 1964 – 8. Oktober 1964 6 Wochen (insgesamt 8) \| 8 \| Jim Reeves \| I Won’t Forget You Harlan Howard \| – \| \| 9. Oktober 1964 – 22. Oktober 1964 2 Wochen \| 2 \| The Bachelors \| I Wouldn’t Trade You for the World Bill Smith, William Cleveland Taylor, Curtis Kirk \| – \| \| 23. Oktober 1964 – 29. Oktober 1964 1 Woche \| 1 \| Roy Orbison \| Oh, Pretty Woman Roy K. Orbison, Joe Melson, Ray B. Rush \| – \| \| 30. Oktober 1964 – 10. Dezember 1964 6 Wochen \| 6 \| Dickie Rock \| From the Candy Store on the Corner to the Chapel on the Hill Bob Hilliard \| – \| \| 11. Dezember 1964 – 17. Dezember 1964 1 Woche \| 1 \| Butch Moore \| Down Came the Rain Eddie Miller \| – \| \| 18. Dezember 1964 – 17. Januar 1965 5 Wochen \| 5 \| The Beatles \| I Feel Fine John Winston Lennon, Paul James McCartney \| – \| |                                      |                                      |                                                                                      |                           |
| ← 1963 |                                      |                                      |                                                                                      | → 1965 →                  |
| Zeitraum | Wo. ges.                             | Interpret                            | Titel Autor(en)                                                                      | Zusätzliche Informationen |
| (Zeitraum, Wochen auf Platz eins, Interpret, Titel, Autor[en], zusätzliche Informationen) |                                      |                                      |                                                                                      |                           |
| 27. Dezember 1963 – 2. Januar 1964 1 Woche | 1                                    | Brendan Bowyer                       | No More Donald Robertson, Hal Blair                                                  | –                         |
| 3. Januar 1964 – 30. Januar 1964 4 Wochen | 4                                    | Dickie Rock                          | There’s Always Me Donald Robertson                                                   | –                         |
| 31. Januar 1964 – 13. Februar 1964 2 Wochen | 2                                    | The Dave Clark Five                  | Glad All Over Dave Clark, Mike G. Smith                                              | –                         |
| 14. Februar 1964 – 12. März 1964 4 Wochen | 4                                    | The Searchers                        | Needles and Pins Sonny Bono, Jack Nitzsche                                           | –                         |
| 13. März 1964 – 19. März 1964 1 Woche | 1                                    | The Dave Clark Five                  | Bits and Pieces David Clark, Michael George Smith                                    | –                         |
| 20. März 1964 – 26. März 1964 1 Woche | 1                                    | Cilla Black                          | Anyone Who Had a Heart Hal David, Burt F. Bacharach                                  | –                         |
| 27. März 1964 – 16. April 1964 3 Wochen | 3                                    | Jim Reeves                           | I Love You Because Jim Reeves                                                        | –                         |
| 17. April 1964 – 7. Mai 1964 3 Wochen | 3                                    | The Beatles                          | Can’t Buy Me Love John Winston Lennon, Paul James McCartney                          | –                         |
| 8. Mai 1964 – 21. Mai 1964 2 Wochen | 2                                    | Peter & Gordon                       | A World Without Love John Winston Lennon, Paul James McCartney                       | –                         |
| 22. Mai 1964 – 28. Mai 1964 1 Woche | 1                                    | The Searchers                        | Don’t Throw Your Love Away William E. Jackson III, James J. Wisner                   | –                         |
| 29. Mai 1964 – 4. Juni 1964 1 Woche | 1                                    | Eileen Reid                          | Fallen Star a James Joiner                                                           | –                         |
| 29. Mai 1964 – 4. Juni 1964 1 Woche | 1                                    | Dickie Rock                          | I’m Yours a Donald Robertson, Hal Blair                                              | –                         |
| 5. Juni 1964 – 11. Juni 1964 1 Woche (insgesamt 2) | 2                                    | Millie                               | My Boy Lollipop Morris Levy, Johnnie B. Roberts, Robert Spencer                      | –                         |
| 12. Juni 1964 – 18. Juni 1964 1 Woche (insgesamt 3) | 3                                    | Roy Orbison                          | It’s Over Roy Kelton Orbison, Bill Dees                                              | –                         |
| 19. Juni 1964 – 25. Juni 1964 1 Woche (insgesamt 2) | 2                                    | Millie                               | My Boy Lollipop Morris Levy, Johnnie B. Roberts, Robert Spencer                      | –                         |
| 26. Juni 1964 – 2. Juli 1964 1 Woche (insgesamt 3) | 3                                    | Roy Orbison                          | It’s Over Roy Kelton Orbison, Bill Dees                                              | –                         |
| 3. Juli 1964 – 16. Juli 1964 2 Wochen | 2                                    | Brendan Bowyer                       | Bless You (For Being an Angel) Don Baker, Edward Lane                                | –                         |
| 17. Juli 1964 – 23. Juli 1964 1 Woche (insgesamt 3) | 3                                    | Roy Orbison                          | It’s Over Roy Kelton Orbison, Bill Dees                                              | –                         |
| 24. Juli 1964 – 6. August 1964 2 Wochen (insgesamt 8) | 8                                    | Jim Reeves                           | I Won’t Forget You Harlan Howard                                                     | –                         |
| 7. August 1964 – 27. August 1964 3 Wochen | 3                                    | The Beatles                          | A Hard Day’s Night John Winston Lennon, Paul James McCartney                         | –                         |
| 28. August 1964 – 8. Oktober 1964 6 Wochen (insgesamt 8) | 8                                    | Jim Reeves                           | I Won’t Forget You Harlan Howard                                                     | –                         |
| 9. Oktober 1964 – 22. Oktober 1964 2 Wochen | 2                                    | The Bachelors                        | I Wouldn’t Trade You for the World Bill Smith, William Cleveland Taylor, Curtis Kirk | –                         |
| 23. Oktober 1964 – 29. Oktober 1964 1 Woche | 1                                    | Roy Orbison                          | Oh, Pretty Woman Roy K. Orbison, Joe Melson, Ray B. Rush                             | –                         |
| 30. Oktober 1964 – 10. Dezember 1964 6 Wochen | 6                                    | Dickie Rock                          | From the Candy Store on the Corner to the Chapel on the Hill Bob Hilliard            | –                         |
| 11. Dezember 1964 – 17. Dezember 1964 1 Woche | 1                                    | Butch Moore                          | Down Came the Rain Eddie Miller                                                      | –                         |
| 18. Dezember 1964 – 17. Januar 1965 5 Wochen | 5                                    | The Beatles                          | I Feel Fine John Winston Lennon, Paul James McCartney                                | –                         |

Siehe auch: Nummer-eins-Hits 1964 in  Australien, Belgien, Deutschland, Finnland, Frankreich, Italien, Kanada, den Niederlanden, Norwegen, Österreich, Spanien, den Vereinigten Staaten und im Vereinigten Königreich.